# Pterodroma alba
Pterodroma alba е вид птица от семейство Procellariidae. Видът е застрашен от изчезване.

## Разпространение
Видът е разпространен в Кирибати, Питкерн и Френска Полинезия.